# Калдиеро
Калдиѐро (на италиански: Caldiero; на венециански: Caldièr, Калдиер) е градче и община в Северна Италия, провинция Верона, регион Венето. Разположено е на 44 m надморска височина. Населението на общината е 7804 души (към 2015 г.).